# Ректор-стрит (линия Бродвея, Би-эм-ти)
|   |   |   |   |
| · | · | · | · |

|   |   |   |   |
| · | · | · | · |

«Ректор-стрит» (англ. Rector Street) — станция Нью-Йоркского метрополитена, расположенная на линии Бродвея, Би-эм-ти. Станция находится в Нижнем Манхэттене, на Ректор-стрит, около Тринити плэйс. На станции останавливаются маршруты: N (ночью), R (круглосуточно, кроме ночи) и W (в будни днём и вечером до 23:00).
Станция представлена двумя путями и двумя боковыми платформами. Причем южный край платформ расположен ниже, чем северный — платформы наклонные. Станция сконструирована так, что перехода между платформами не имеется. Станция была реконструирована в конце 1970-х годов. В ходе реставрации была заменена мозаика, система освещения платформ и оповещения пассажиров. Отремонтированы лестницы и края платформ.
Платформы обладают интересной особенностью. На самом деле они предусмотрены для приёма более длинных поездов (10 вагонов). Но т. к. на BMT Broadway Line работают только восьмивагонные составы, в целях предотвращения несчастных случаев неиспользуемая часть была отгорожена стеной. Продление платформ было сделано в рамках проекта удлинения составов на линии Бродвея, который так и не был реализован.
- Мозаика с названием станции
- Мозаика
- Отгороженная и неиспользуемая часть платформы